# Polygénie
La polygénie correspond à la présence de plusieurs gènes exprimés de manière simultanée pour une fonction similaire. Se référer à Polygène.  
À l'inverse, la pléiotropie, du grec « pleion » (πλείων, plus), et « tropê » (τροπή, changement) qualifie un gène ou une protéine qui détermine plusieurs caractères phénotypiques. 

## Exemple
HLA est un système polygénique car trois gènes : DP, DQ et DR codent trois récepteurs transmembranaires exprimés à la surface d’une cellule, qui ont tous trois pour fonction de présenter les peptides exogènes aux cellules.